# Life on Mars?
Life on Mars? är en sång med text och musik skriven av den brittiske musikern David Bowie. Den gavs gav ut på hans album Hunky Dory 1971 och på singel 22 juni 1973.
Bowie hade i slutet av 1960-talet författat en engelsk text till Claude François och Jacques Revaux franska sång Comme d’habitude, med namnet Even a Fool Learns to Love. Rättigheterna till originalsången köptes dock upp av den kanadensiske låtskrivaren Paul Anka, som skrev en egen text och kallade sången för My Way. Den versionen sjöngs in av Frank Sinatra. Bowies text användes aldrig, och som svar skrev han Life on Mars?, som till viss del liknar My Way i sin struktur och sina ackord.
Låten har givit namn och inspiration till den brittiska TV-serien Life on Mars.

## Låtlista (singelskivan)
1. Life on Mars? (Bowie; 3.48)
2. The Man Who Sold the World (Bowie; 3.55)

## Covers
Anni-Frid Lyngstad spelade in låten med text på svenska av Owe Junsjö under titeln "Liv på Mars?", på sitt album Frida ensam 1975.

### Fotnoter
1. ↑  ”Svensk mediedatabas”. http://smdb.kb.se/catalog/id/001885979. Läst 2 juni 2011.